# Klub Sportowy Warta Poznań 2007-2008
Questa voce raccoglie le informazioni riguardanti il Warta Poznań nelle competizioni ufficiali della stagione 2007-2008.

## Rosa
| N. |                    | Ruolo | Calciatore            |
| -- | ------------------ | ----- | --------------------- |
|    | Polonia (bandiera) | P     | Szymon Kubicki        |
|    | Polonia (bandiera) | P     | Jakub Szmatuła        |
|    | Polonia (bandiera) | P     | Norbert Tyrajski      |
|    | Polonia (bandiera) | D     | Dariusz Cudny         |
|    | Polonia (bandiera) | D     | Paweł Ignasiński      |
|    | Polonia (bandiera) | D     | Błażej Jankowski      |
|    | Polonia (bandiera) | D     | Paweł Kaczorowski     |
|    | Polonia (bandiera) | D     | Przemysław Otuszewski |
|    | Polonia (bandiera) | D     | Maciej Truszczyński   |
|    | Polonia (bandiera) | C     | Mirosław Goliński     |
|    | Polonia (bandiera) | C     | Paweł Iwanicki        |
|    | Polonia (bandiera) | C     | Tomasz Lewandowski    |

| N. |                    | Ruolo | Calciatore           |
| -- | ------------------ | ----- | -------------------- |
|    | Polonia (bandiera) | C     | Tomasz Magdziarz     |
|    | Polonia (bandiera) | C     | Tomasz Najewski      |
|    | Polonia (bandiera) | C     | Rafał Napierała      |
|    | Polonia (bandiera) | C     | Alain Nganayama      |
|    | Polonia (bandiera) | C     | Mateusz Urbaniak     |
|    | Nigeria (bandiera) | C     | Emmanuel Ekwueme     |
|    | Polonia (bandiera) | A     | Łukasz Łukasik       |
|    | Polonia (bandiera) | A     | Damian Pawlak        |
|    | Polonia (bandiera) | A     | Krzysztof Piosik     |
|    | Polonia (bandiera) | A     | Paweł Posmyk         |
|    | Polonia (bandiera) | A     | Arkadiusz Żarczyński |